# Andrzej Partum

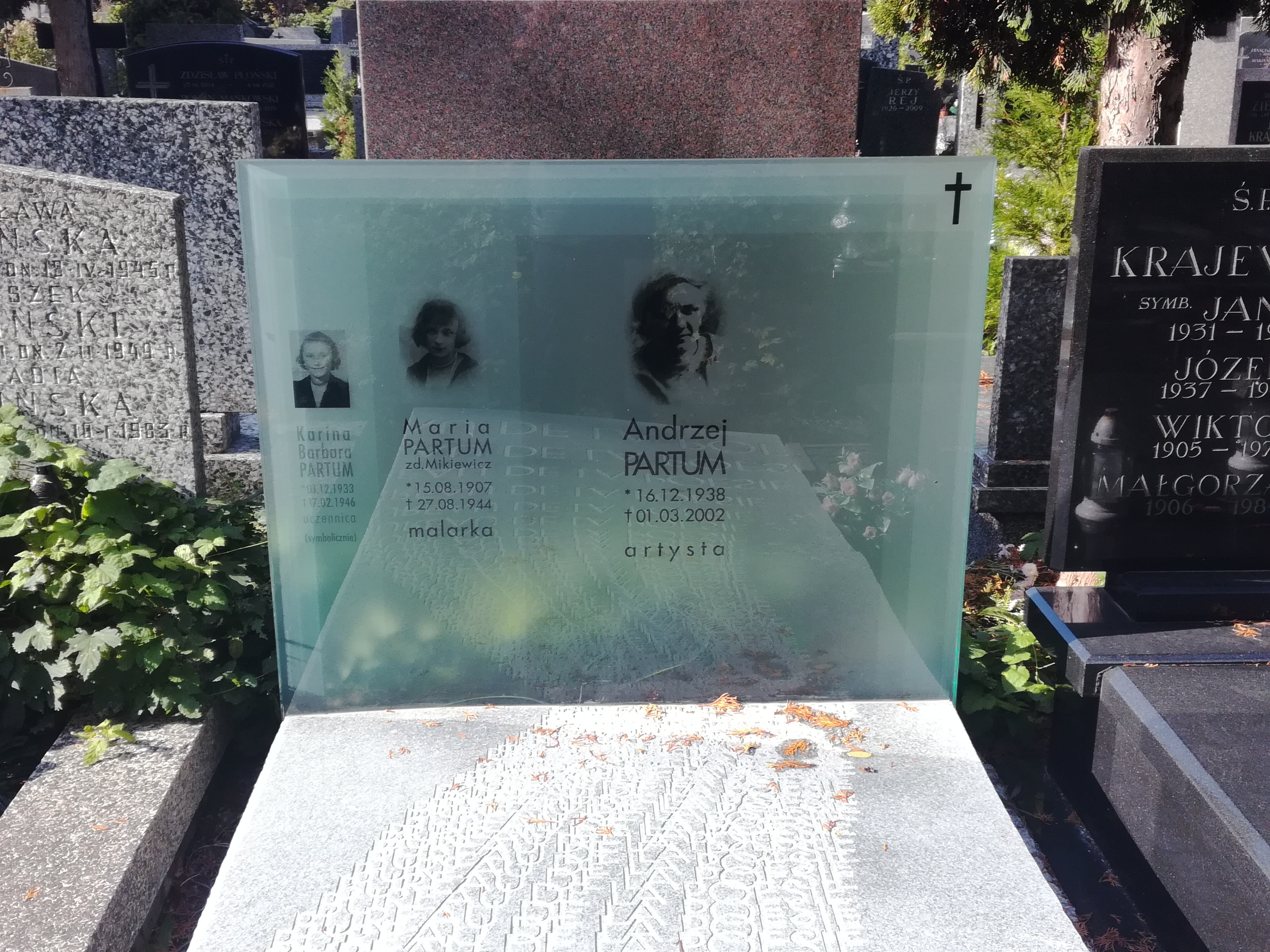
Grób Andrzeja Partuma na cmentarzu Bródnowskim

Andrzej Partum (ur. 16 grudnia 1938, zm. 1 marca 2002), Król Warszawy, Król Krakowskiego Przedmieścia – polski intermedialny artysta współczesny, performer, malarz, akcjonista; twórca Biura Poezji; w latach 70. XX wieku związany z Galerią Repassage; autor poezji, manifestów i tekstów teoretyczno-krytycznych z zakresu sztuki współczesnej; uczestnik niezależnego obiegu kultury.

## Życiorys
Pochodził z artystycznej rodziny. W dzieciństwie został sierotą – matka zginęła w Powstaniu warszawskim. Zaraz po wojnie stracił  siostrę, a wychowująca go przez pewien czas ciotka zmarła po zatruciu się grzybami. Mieszkał w domach dziecka. Wyrzucano go ze szkół (jako licealista wygłosił publiczne żądanie wycofania z Polski wojsk radzieckich i uwolnienia kardynała Wyszyńskiego). Często bywał bezdomny i sypiał na klatkach schodowych, a  swój skromny dobytek przechowywał w fortepianie w Domu Literatów. Uczęszczał na zajęcia Wydziału Kompozycji Warszawskiego Konserwatorium. Był samoukiem i wolnym słuchaczem w klasie prof. Tadeusza Szeligowskiego.

## Działalność artystyczna
Najpierw zaistniał jako muzyk i poeta. Koncertował i recytował własne wiersze. Ibis – recenzent z Życia Warszawy, nazwał artystę po jednym z koncertów w 1958 r. „poetą przy fortepianie”. W 1959 r. wywiesił na warszawskich murach afisz o treści Partum!!! w Warszawie. Przez to działanie tygodnik itd. na swoich łamach zastanawiał się, czy „Partum” to hasło, pojęcie, czy kryje się za tym człowiek?
Zasłynął jako prowokator obnażający poprzez swoje akcje absurdy życia społecznego w PRL. Zyskał dzięki temu w niektórych kręgach miano pierwszego polskiego artysty krytycznego. Jako autor niekonwencjonalnych wydarzeń artystycznych, organizował sztukę performance. W 1977 r.  zaprezentował w Galerii Repassage w Warszawie rzeźbę zapachową Smród. Stanowiły ją ukryte na stole pod obrusem okruchy rudy siarki, które wydzielały nieznośnie przykry zapach.
Pod koniec lat 60. artysta zamieszkał w  pokoiku na strychu przy ul. Poznańskiej 38, pod dachem hotelu Polonia. Tam w 1971 r. założył Biuro Poezji, które działało do 1985 r. Ironiczne określenie „Biuro” odnosiło się do systemu administrowania sztuką w PRL. Po latach w Biurze Partuma zebrało się ok. 30.000 imiennych teczek twórców z całego świata, wśród nich były m.in. takie nazwiska jak A. Warhol, D. Higgins, R. Filliou, KwieKulik, J. Bereś, J. Cage, S. Dróżdż. Był także twórcą  Galerii Pro/La. Był jednym z najbardziej aktywnych twórców  sztuki poczty (mail art). 
Wydawał swoje książki poetyckie własnym sumptem. Stał się przez to prekursorem „drugiego obiegu” wydawniczego w Polsce. W 1961 r. opublikował Frekwencje z opisu, w 1965 r. Powodzenie nieurodzaju (Zwałkę papki), w 1969 r. Osypkę woli oraz Tlenek zasobów (napisany wspólnie z żoną, Ewą Partum i Bogdanem Chorążukiem), w 1970 r. wydał tomik poezji zatytułowany Partum do którego okładkę zaprojektował sam Henryk Stażewski. Osypka woli ilustrowana była oryginalnymi temperami Alfreda Lenicy. 
Powstała książka o Partumie autorstwa Jerzego Truszkowskiego, który był kuratorem pośmiertnej wystawy tego artysty w Galerii Kordegarda w Warszawie w 2001 r. 
W 1984 roku Andrzej Partum wyjechał do Kopenhagi, gdzie w latach 1986-96 działał w założonej przez siebie Szkole Pozytywnego Nihilizmu Sztuki. Artysta twierdził, że służyła ona wyłącznie swoim wykładowcom przez co brakowało w niej chętnych studentów. Ostatnią instytucją artystyczną powołaną przez Andrzeja Partuma było Światowe Hospicjum Sztuki. Aktywne było ono latach 1996-2002 w Warszawie i Kopenhadze. Po roku 1989 Partum odwiedzał Polskę, pisywał felietony Z katedry Partuma w magazynie Sztuka. W czasie jego pobytu na zachodzie ustanowiono nagrodę jego imienia dla młodych twórców. Laureatem pierwszej edycji był Zbigniew Libera.
Pochowany na cmentarzu Bródnowskim w Warszawie (kwatera 12H-3-16).
W 1991 r. wydana została publikacja Partum z wypożyczalni ludzi.  Historia bycia twórcy, która jest wyborem materiałów biograficznych i prasowych o artyście.